# Карл Людвіг Баденський
Карл Людвіг Баденський (нім. Karl Ludwig von Baden, 14 лютого 1755 — 16 грудня 1801) — спадкоємець баденського престолу, син маркграфа Баденського Карла Фрідріха та Кароліни Луїзи Гессен-Дармштадтської, помер за життя батька. Трон наслідував його єдиний син Карл, що вижив.

## Біографія
Карл Людвіг народився 14 лютого 1755 у Карлсруе. Він був  первістком в родині маркграфа Баден-Дурлахського Карла Фрідріха та його першої дружини Кароліни Луїзи Гессен-Дармштадтської.  Згодом у нього з'явилися молодшші брати Фрідріх та Людвіг.
У 1771, коли йому було 16, батько успадкував Баден-Баденське маркграфство  і об'єднав дві країни у єдине Баденське маркграфство. Його правління є зразком освіченого абсолютизму.
У віці 19 років Карл Людвіг одружився зі своєю кузиною Амалією Гессен-Дармштадтською, що була на рік старшою від нього. Весілля пройшло 15 липня 1774 у Дармштадті. У подружжя народилося восьмеро дітей. Амалію описували як дотепну, розумну жінку, домінуючу над чоловіком. Вона, однак, скаржилася на дитячу поведінку Карла Людвіга. Оскільки, правитель Бадену не був багатієм, родина його сина також жила досить скромно.  Діти при цьому отримали добру освіту і зробили вигідні шлюбні партії.
Під час відвідин доньки Фредеріки у Швеції, Карл Людвіг випадково загинув у Арбузі у віці 46 років, так і не вступивши на престол.

## Родина

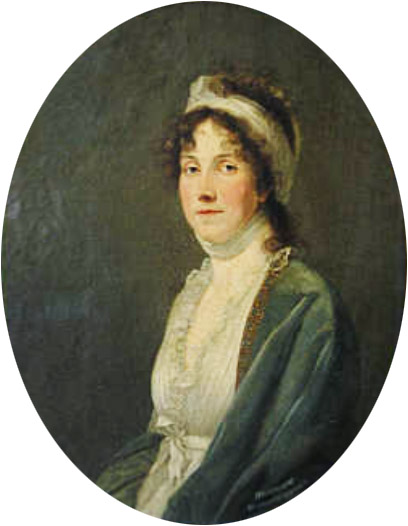
Амалія Гессен-Дармштадтська

Дружина — Амалія Гессен-Дармштадтська
Діти:
- Амалія (1776—1823) — попри кілька шлюбних проєктів, неодружена, дітей не мала;
- Кароліна (1776—1841) — дружина короля Баварії Максиміліана I, мала семеро дітей;
- Луїза (1779—1826) — дружина імператора Росії Олександра I, мала двох доньок, що померли в дитячому віці;
- Фредеріка (1781—1826) — дружина короля Швеції Густава IV Адольфа, мали п'ятеро дітей;
- Марія (1782—1808) — дружина герцога Брауншвейг-Вольфенбюттельського Фрідріха Вільгельма, мала двох синів;
- Карл Фрідріх (1784—1785) — помер немовлям;
- Карл (1786—1818) — великий герцог Баденський у 1811—1818, був одружений із Стефанією де Богарне, мав трьох доньок та двох синів, що загадково померли в дитинстві, існують версії, що одним з них міг бути Каспар Гаузер.
- Вільгельміна (1788—1836) — дружина великого герцога Гессенського та Прирейнського Людвіга II